# Итальянский дворец
Об Итальянском дворце в Петербурге см. Итальянская улица
Италья́нский дворе́ц — крупное дворцовое сооружение в центре Кронштадта, на Макаровской улице, одно из старейших зданий города. Построен в 1720—1724 годах по проекту И. Ф. Браунштейна.
В начале XIX века появляется расхожее название Меншиковский дворец (князя А. Д. Меншикова). После перестроек Э. Х. Анерта и А. Н. Акутина в середине XIX века облик здания неузнаваемо изменился. В интерьерах не сохранилось ничего от первоначального убранства петровского барокко.

## Название
До середины 1740-х годов дворец назывался Собственным Его Императорского Величества домом в скобе Гостиного двора.
Современное название Итальянский дом или Итальянский дворец появилось, по одной версии, из-за выписанных губернатором Ингерманландии А. Д. Меншиковым итальянских мастеров. Но, скорее всего, Итальянским дворцом эти дома прозвали по его стилю, схожему с итальянским, так как архитектором и строителями были немцы И. Ф. Браунштейн и Г. И. Шедель.
Наименование здания Меншиковским возникает лишь в начале XIX века как воспоминание о стоявшем прежде на этом месте деревянном дворце князя. Настоящий каменный дворец князя А. Д. Меншикова находился на другой стороне док-канала (в литературе именуется дворцом Миниха, которому он был отдан после ссылки Меншикова).

## История

### XVIII век
Дворец построен в 1720—1724 годах архитектором И. Ф. Браунштейном. При раздаче домов во владение в 1724 году отмечен принадлежащим императорской фамилии. В конце 1720-х годов ко дворцу сделана большая пристройка, а парадный зал отделывается лучшим итальянским мрамором.
В 1764 году дворец передан в распоряжение Адмиралтейств-коллегии, но последняя старалась его ничем не занимать, оставляя на случай Высочайшего в Кронштадте пребывания.
С 1771 во дворце располагался Морской кадетский корпус, переведенный сюда из Петербурга после пожара в своем здании. Дворец снова перестраивается, появляется башня для астрономической обсерватории. К этому времени относится и первое точное изображение дворца (художника М. Баришева). После пожара 1783 г. петербургское Адмиралтейство решено было перевести в Кронштадт. Морской корпус, число воспитанников которого сильно выросло, решили переместить в новое здание, в северо-восточную часть острова, но этому помешала война со шведами. После восшествия на престол Павла I уже 8 декабря 1796 г. последовало распоряжение о переводе корпуса в Петербург. Последние кадеты покинули здание в 1798 году, а дворец тогда же был передан Штурманскому училищу, которое и располагалось здесь вплоть до 1872 года.

### XIX век
В 1843—1848 годах последовала новая перестройка для разместившегося Штурманского училища. Здание сильно перестроено по планам архитектора Акутина. Значительную роль сыграли при этом рекомендации Стасова. К северному и западному корпусам сделаны две трёхэтажные пристройки, новый 3-этажный крытый коридор, соединивший западный и восточный корпуса, заложены арки галереи первого этажа вдоль всего здания со стороны парадного двора. В 1845—1846 годах южный корпус надстроили 4-м этажом и восьмиугольной деревянной башней морского телеграфа. Парадный вход перенесли в середину южного корпуса, устроили там чугунную лестницу. В 1847—1849 годах застраивался хозяйственный двор — там построили баню, 3-этажную прачечную, ледники, конюшни, каменные заборы. В 1849—1851 годах с западной стороны, на месте бывшего якорного двора, был разбит Кадетский сад с «гимнастикой». Установили решётку, изготовленную на заводе Берда.

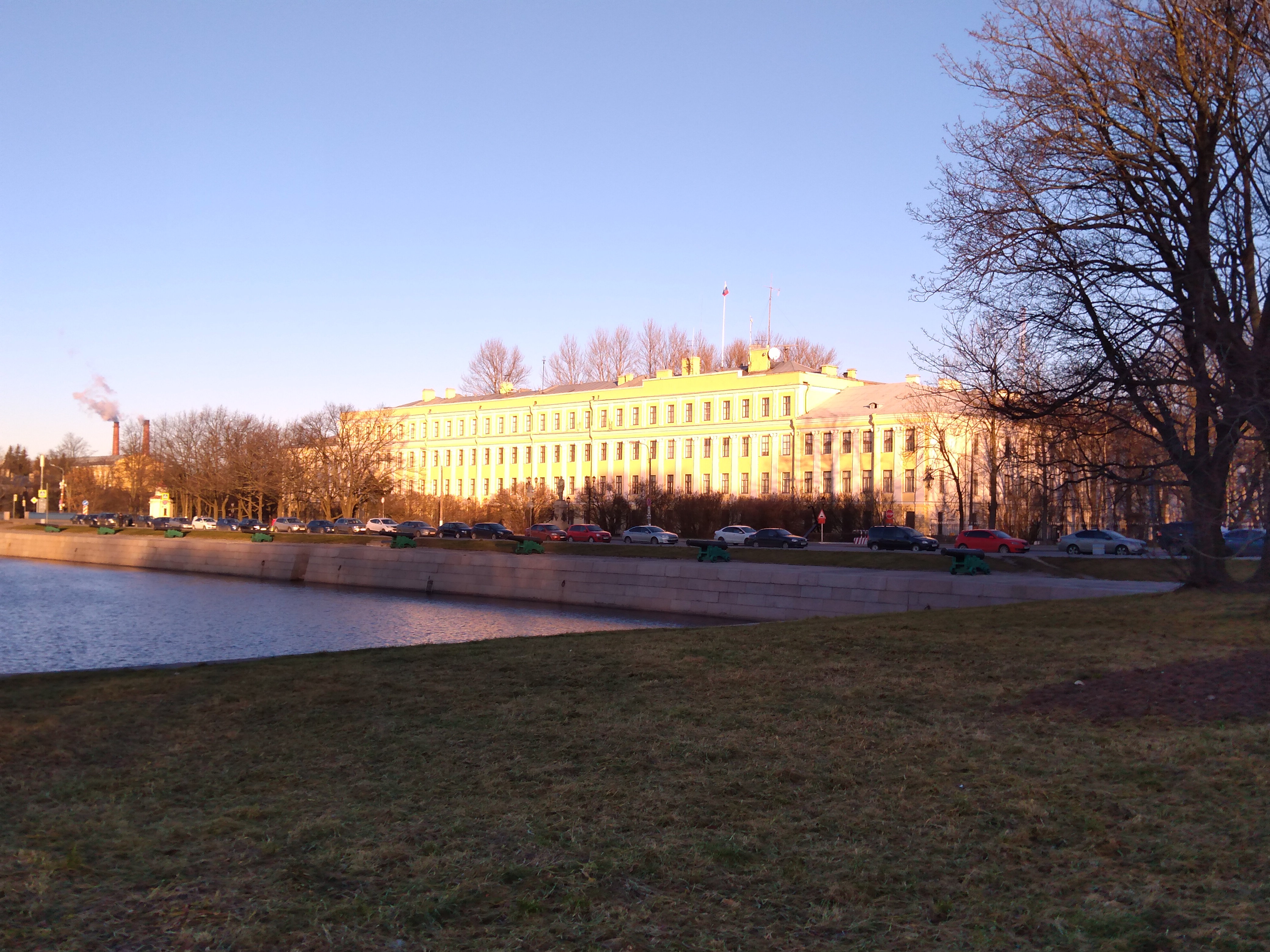
Итальянский дворец. Вид со стороны Итальянского пруда

15 февраля 1870 года в здании училища была торжественно открыта Общественная Детская библиотека по инициативе заведующего компасной обсерваторией И. П. Белавенца с содействия начальника училища А. И. Зеленого.
В 1872 году в Итальянский дворец переводят Инженерное училище морского ведомства, объединив его со Штурманско-Артиллерийским под наименованием Технического училища морского ведомства. В 1890-х годах на месте парадного двора разбит Адмиральский сад, получивший такое наименование в связи с располагавшимися на этой стороне здания адмиральскими квартирами.

### XX—XXI века

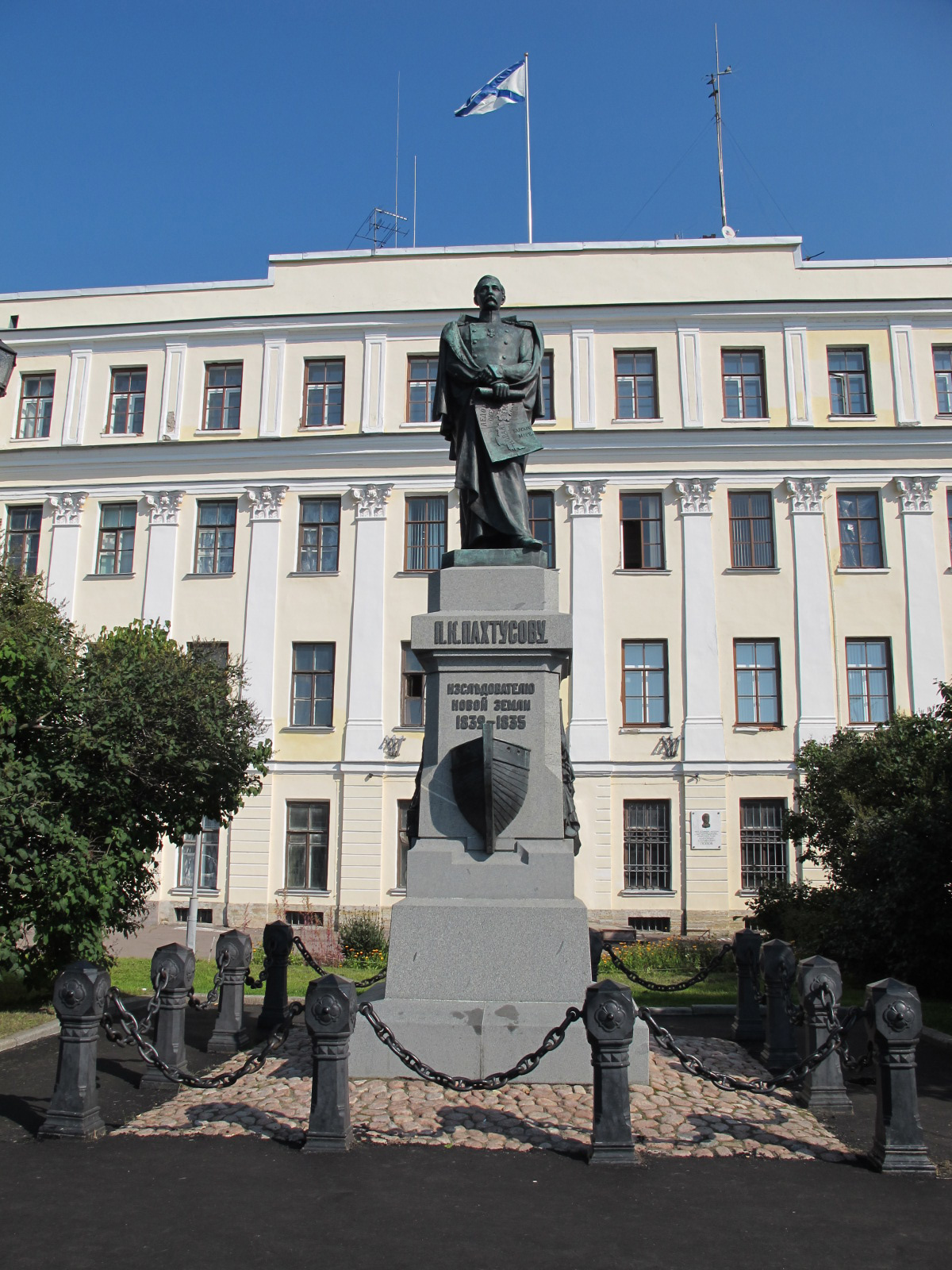
Памятник Петру Пахтусову перед Итальянским дворцом

Следующие крупные перестройки относятся к 1898—1900 годам, когда для Морского инженерного училища императора Николая I (бывшее Техническое училище) здание было значительно увеличено по проекту Л. И. Новикова. В дальнейшем разработкой проектов и ремонтно-строительными работами занимался военный инженер В. Ф. Вальтер. В 1903 году перед южным фасадом здания проложен бульвар с рядом кустиков и чугунной решёткой.
Одно время здесь размещались отдел народного образования Кронштадта, центральная библиотека, курсы командного состава. В 1922 году по неизвестной причине значительная часть здания выгорела.
2 марта 1921 года в столовом зале (2-й этаж западного крыла) происходило собрание гарнизона и рабочих Кронштадта, на котором был создан Временный революционный комитет. После ремонта в 1926 году в здании начал работу Дом Красной Армии и Флота и другие учреждения (в том числе театр Балтийского Флота). С началом войны в нём располагался также Штаб КБФ. В 1947 году Дом флота переименован в Кронштадтский Дом офицеров.
В 1950 году на углу здания у Синего моста появился павильон мареографа. В 1976—1977 годах подверглась значительной реконструкции Июльская улица (вдоль южного фасада дворца) с заменой мостовой на асфальтовое покрытие. Снесена белая балюстрада вдоль Итальянского пруда. В начале 1980-х годов здание окончательно потеряло свой неповторимый облик: уничтожены дубовые тамбуры подъездов, решётка бульвара и штурманская башня с мачтой.
С 1993 года место Дома офицеров занял Матросский клуб. В 1994 году на первом этаже разместился Кронштадтский государственный историко-краеведческий музей, на втором — переехавший из Лиепаи театр Балтийского флота имени В. Вишневского.
Осенью 2008 года во дворец передислоцирован штаб ЛенВМБ.
С 1 декабря 2011 года здание передано филиалу Военно-Морского музея «Кронштадтская крепость», где после ремонта здания предполагалось развернуть музейную экспозицию, посвященную истории крепости.
6 июня 2018 года в Итальянском дворце (1-й этаж южного фасада здания, бывшая квартира начальника Морского инженерного училища) был открыт переведенный из здания бывшего Минного офицерского класса мемориальный музей А. С. Попова.

## Местоположение
Расположен между Обводным каналом и каналом Петровского дока.
Хотя футшточная служба в этом месте действует с 1707 года, здание мареографа со стороны Обводного канала рядом с Синим мостом стоит только с 1951 года.
Перед входом с 1886 года стоит памятник выпускнику Штурманского училища, исследователю Новой Земли П. К. Пахтусову (скульптор Н. И. Лаверецкий).
В 2007 году напротив Адмиральского сада установлен памятник И. К. Айвазовскому (скульптор В. Э. Горевой). Картины Айвазовского хранились в императорских апартаментах дворца, а затем в комнатах музея Морского инженерного училища.
В 2018 году был разработан проект установки (напротив входа в музей А. С. Попова) созданного скульптором В. Э. Горевым (2011 г.) памятника художнику Верещагину. После смерти Горевого в 2019 году вопрос этот больше не поднимался.